# 앤 코트
앤 코트(1941년, 덴마크)는 미국의 급진적인 여성주의자이며 뉴욕에 기반을 둔 《질 오르가즘에 관한 미신의 저자》이다. 이는 여성들의 성생활에 관한 여성주의자들의 고전적인 작업이었다. 그녀는 뉴욕의 급진적 여성들(New York Radical Women)이라는 그룹과 연관되어 있었으며 뉴욕의 급진적 여성주의자들(New York Radical Feminisits)의 창시 멤버였다.

## 조직
코트는 The Feminists라는 뉴욕 지부의 국립 여성 단체에서 1968년에 분리되어 나온 분리주의적 여성주의자 그룹의 초창기 멤버였으며, 이 단체의 다른 유명한 멤버로는 Ti-Grace Atkinson, Sheila Michaels, Babara Mehrhof, Pamela Kearon과  Sheila Cronan이 있다. 코트는 Shulamith Firestone과 함께 뉴욕의 급진적 여성주의자들(New York Radical Feminists aka NYRF)이라는 단체를 만들기 위해서 1969년에 the Feminists를 떠났다. NYRF는 작은 세포 단위나 과거의 유명했던 여성주의자들의 이름으로 후에 불렸던 "여단들"으로 조직되어 있었다.; 코트와 파이어스톤은 스탠톤 안토니(Stanton-Anthony)여단을 이끌었다. 1970년까지 NYRF내에서의 당파 논쟁은 코트와 파이어 스톤 둘다를 단체에서 탈퇴하게 만들었으며, 코트는 조직적인 행동주의에서 멀어지게 되었고, 이후에 그녀가 말하길 "나는 그때 이후로 단체에서 활동하는 것은 끊었다."고 했다.